# Egira candida
Egira candida là một loài bướm đêm trong họ Noctuidae.